# Чая (притока Лени)
Чая — річка в Іркутської області і Бурятії, права притока Лени. 
Довжина — 353 км. Площа басейну — 11400 км².
Бере початок на схилах Верхньоангарського хребта, тече переважно по Північно-Байкальському нагір'ю на північний захід. По берегах — модринові ліси з домішкою ялини, рідше сибірського кедра, сосни. Долина річки неширока, болотиста і не населена. Річка доступна в пониззі невеликим човнам, багата рибою. Живлення річки переважно дощове, повінь з травня по вересень.
Сплав по Чаї зазвичай проходить від господарства Улуки до гирла. Категорія складності сплаву для катамаранів, рафтів, надувних плотів і човнів — 4, для байдарок — 5. Всього на річці зустрічається близько 40 різних перешкод, об'єднані в 4 основних каскади.

### Притоки
Ліві притоки: Олокіт, Абчада, Акукан, Чіко, Гулякіт, Нирунда, Коганда, Кілякта, Звірина, Чайський, Глибокий, Петровський, Кривосошенський та ін.
Праві притоки: Нюсідек, Амутберен, Колоктакан, Тупо, Асіктака, Звивистий, Магдана, Налімда, Тулбуконовська, Кам'яний, Пороговий, Рубченок, Березовий, Лімпея, Уготь-Падь, Чупріха, Червоний та ін